# Гедвилас, Мечисловас
Мечи́словас Александрович Ге́двилас (лит. Mečislovas Gedvilas; 19 ноября 1901, местечко Бубяй Ковенской губернии, ныне Шяуляйский район — 15 февраля 1981, Вильнюс) — литовский партийный и советский деятель.

## Биография
В 1904 году за то, что отец распространял запрещённую литературу, вся семья была сослана. Учился в Царскосельской гимназии (1917—1919), затем в Петроградском Технологическом институте. В 1923 году вернулся в Литву, где стал работать преподавателем гимназии.
В 1926 году арестован за антиправительственную деятельность, но вскоре освобожден. С 1928 года — журналист.
Служил директором больничной кассы в Тельшяй (1931—1940). В 1934 году вступил в Коммунистическую партию Литвы. 17 июня 1940 года после ввода советских войск в Литву в утверждённом Юстасом Палецкисом Народном правительстве Литвы стал министром внутренних дел правительства и 1-м вице-президентом Народного сейма Литвы, затем был председателем Совета народных комиссаров Литовской Советской Социалистической Республики с 25 августа 1940 (после Великой Отечественной войны Совет министров) до 16 января 1956. В 1956 был слушателем Курсов переподготовки при ЦК КПСС.
Состоял членом Бюро ЦК КП(б) — КП Литвы с 14 октября 1952 до 14 февраля 1956; кандидат в члены ЦК КПСС. В 1957—1973 годах — министр народного образования Литовской ССР.

## Награды
- 2 ордена Ленина (08.04.1947; 24.12.1960).
- Орден Отечественной войны 1-й степени (21.03.1945).
- Орден Отечественной войны 2-й степени.
- Орден Дружбы народов (01.12.1976).
- Медали.
- Заслуженный деятель культуры Литовской ССР (1961).